# Crossoglossa
Crossoglossa es un género  de orquídeas, de la tribu Malaxideae de la subfamilia (Epidendroideae). Comprende 33 especies descritas y de estas, solo 25 aceptadas. Es originaria de América.

## Descripción
Son orquídeas de hábitos terrestres, que alcanzan un tamaño de hasta 40 cm de alto, sin pseudobulbos o cormos, con raíces saliendo de los nudos; tallos completamente llenos de hojas desde la base. Hojas dísticas, conduplicadas, elíptico-lanceoladas, 5–6 cm de largo y 2 cm de ancho, agudas; pecíolo 3–4 cm de largo. Inflorescencia racemosa más larga que las hojas, laxamente multiflora, el pedúnculo hexagonalmente alado, las flores amarillo pálidas; sépalos lanceolado-liguliformes, 6 mm de largo, bordes encorvados; pétalos angostamente lineares, 5 mm de largo, reflexos, agudos; labelo ovado-lanceolado, 8 mm de largo y 4 mm de ancho, agudo, con una uña engrosada y con 2 callos elevados, con bordes finamente lacerados o ciliados, con 1 nervio central engrosado a todo lo largo; ovario 10 mm de largo, pedicelado.

## Taxonomía
El género fue descrito por  Dressler & Dodson   y publicado en Native Ecuadorian Orchids 1: 148. 1993. La especie tipo es: Microstylis blephariglottis Schltr. = Crossoglossa blephariglottis (Schltr.) Dressler ex Dodson	

## Especies aceptadas
A continuación se brinda un listado de las especies del género Crossoglossa aceptadas hasta marzo de 2013, ordenadas alfabéticamente. Para cada una se indica el nombre binomial seguido del autor, abreviado según las convenciones y usos.
- Crossoglossa acuminatissima Nog.-Sav. & Carnevali
- Crossoglossa aurantilineata Pupulin
- Crossoglossa barfodii Dodson
- Crossoglossa bifida Dressler
- Crossoglossa blephariglottis (Schltr.) Dressler ex Dodson
- Crossoglossa boylei Dodson
- Crossoglossa caulescens (Lindl.) Dodson
- Crossoglossa dalessandroi (Dodson) Dodson
- Crossoglossa dalstroemii (Dodson) Dodson
- Crossoglossa dodsonii R.Vásquez
- Crossoglossa elliptica Dressler
- Crossoglossa exigua (Garay) Nog.-Sav. & G.A.Romero
- Crossoglossa fratrum (Schltr.) Dressler ex Dodson
- Crossoglossa hirtzii Dodson
- Crossoglossa kalbreyeriana (Kraenzl.) P.Ortiz
- Crossoglossa liparidoides (Finet) Dodson
- Crossoglossa lloensis (Schltr.) Dodson
- Crossoglossa longissima (Kraenzl.) P.Ortiz
- Crossoglossa nanegalensis Dodson
- Crossoglossa neirynckiana Szlach. & Marg.
- Crossoglossa pichinchae (Schltr.) Dodson
- Crossoglossa polyblephara (Schltr.) Dodson
- Crossoglossa steinii (Dodson) Dodson
- Crossoglossa tipuloides (Lindl.) Dodson
- Crossoglossa topoensis (Mansf.) Dodson